# 葬送曲ナイトメア
『葬送曲ナイトメア』（そうそうきょくないとめあ）は、亜樹新の漫画作品。
2006年4月15日に、株式会社マッグガーデン刊行の漫画雑誌『コミックブレイドMASAMUNE』春号にて、連載開始。その後、月刊コミックブレイドアヴァルスに移籍し、2007年11月号にて終了。亜樹新のデビュー初の連載作品でもあるが、本人曰く、『新生 真田十勇士』の方が先らしい。全2巻。

## 作品概要
主人公、獏が自店 (ARIES) に来た（呼び寄せた）お客 (GUEST) が、幼き頃の夢のせいで挫折したりしたこと（＝悪夢）を、GUESTが一番始めに触れた品を元に道を決めさせ、悪夢を祓っていく。基本的に一話完結である（一部例外）。

## あらすじ
謎の欧風骨董店Ariesのオーナーは、不思議な少年、獏。不思議アイテムの代金は、GUESTの悪夢。夢に溺れた人々だけが訪れることのできる骨董雑貨のお店「ARIES」で、悪夢を巡る物語が紡がれる。

## 登場人物

### レギュラー
オーナー 獏
主人公。幼い風体で、赤髪、紅眼。白いシャツ以外は真っ黒の服や小物でまとめた格好。ショタ系の顔。指揮棒（タクト）を使って悪夢を操作する。
いつもは紳士なキャラクターだが、悪夢が切れるとドSになる。
トラとウシのことを「ばかズ」と総称している。
トラ、ウシ、サイ、ゾウを玉にして飲み込むと覚醒し、元の姿に戻るらしい。ただ本能が先に出るらしく、気が済むまで暴れる。自分自身でも戻り方がよく判らないらしいが、皆の安全を考え後先考えずに覚醒した。
夢喰蛍をパラサイトと呼び毛嫌いしている。
自分の主食である悪夢が手に入ればいいらしく、それ以外にはあまり頓着しない無情な性格。
トラ
オーナーの片割れ達の一人。擬人化時は、十代後半のショートヘアーの女の子の風体。大きな花の髪飾りをしている。いつも騒がしく、ドジっ子。オーナーの機嫌が悪いときに何かしでかしては罵声を吐かれるが、本人はあまり気付いていない。
GUEST3の井上律に淡い恋心を抱いている様子。
サイのことを「お兄」、ゾウのことを「お姉」と呼び慕っている。オーナーのことは普通に「オーナー」と呼ぶ。
ウシ
オーナーの片割れ達の一人。擬人化時は十代後半の男の子の風体。トラの相方のようなキャラ。
第一巻収録の番外編では、トラにウシシと呼ばれた。トラよりは落ち着きがある。よくオーナーの主食である悪夢の入ったビンを大事そうに持っている。
オーナーのことは獏さんと呼ぶ。
サイ
オーナーの片割れ達の一人。擬人化時は二十代で落ち着いた感じの風体。長髪をポニーテールのように括っており、眼鏡をかけている。落ち着いてはいるが、見た目にそぐわず、結構腹黒。オーナーのことを心底嫌っているのではないかと疑うほどの毒舌（心中のみ）。
オーナーのことはウシ同様、獏さんと呼んでいる。
ゾウ
オーナーの片割れ達の一人。擬人化時は二十代後半の風体で、緩い巻き髪。オーナーのことを獏ちゃんと呼ぶ。大変落ち着きのある、穏やかな性格。
露草 夢喰蛍
GUEST3で出てきたキャラクター。以前オーナーと親密な関係だったらしく、露草がオーナーの店に住み着くかどうかという賭けに負けたにも関わらずAriesに住み着いている。オーナーに大変毛嫌いされている。
横笛を使って人の夢（悪夢ではない）を集めるが、普通の夢喰蛍と違い、ウシに感嘆されるほどの下手な演奏で、オーナーだけでなく仲間にまで見放された哀れな美男子。
風体は、赤（単行本では茶）の長髪と、不思議な耳、セーターに七分丈パンツ、下駄という非常に不思議な格好をしている。額の左側には、月のような模様が幾つもある。
また、オーナーのことをばっくんと呼び、それをオーナーの片割れ達（露草曰く「ばっくんの手足ども」）の話のネタにされたことも。
毎度毎度オーナーが隠していることをさらっと言ってはオーナーに睨めつけられている。
覚醒したオーナーを、露草は、「おっきいばっくん」と呼び喜んでいたが、話が進むにつれて、喜んでいられなくなり、GUESTと自分の身を按じ、オーナーに貰った光の玉を無理やり飲み込ませ、幼いオーナーに戻した。
主食、夢（光）。副食（蛍として）、カワニナ（タニシ）、幼虫のせいで、第一巻の番外編で、覚醒オーナーに殺されかけた。

### GUEST
GUEST1 ゆゆこ
不思議アイテム 「記憶」のノート
童話作家になる夢を持っている女子大生。
いつか童話作家になれるとひたむきに思い続けていた幼き日の自分を思い出し、悪夢の葬送をしてもらった。
GUEST2 井上 律
不思議アイテム 「声」の玉手箱
幼き頃に亡くなった父の言葉が思い出せない男性社会人。
父が死んでからの幼き日の自分の助けを求める声と、父が言ってくれた言葉を思い出し、悪夢の葬送をしてもらった。
GUEST3 長髪の女性
不思議アイテム ?
露草に夢（光）を奪われた女性。
GUEST3 ショートヘアーの女の子
不思議アイテム ? 水玉のコーヒーカップ
お嫁さんになることが夢だった女性。
お嫁さんになれなかったらしい。オーナーに悪夢の葬送をしてもらったが、最後、露草に情を持ったオーナーに、結局夢（光）を奪われてしまう。
GUEST3 露草
不思議アイテム 無し
上記の長髪の女性の夢（光）を奪い、ショートヘアーの女性の悪夢も奪おうとしたが、自分が倒れて失敗した。
どうせ消えてしまうならと、オーナーに悪夢をとってくれと頼むが、「お前のなんかお腹壊しそうだし」と言う理由でとってもらえなかった（結局はオーナーのお陰で回復して居座っている）。
GUEST4&5 安藤 カナコ
不思議アイテム 「証明」のインク
デザイナーになる夢をもっている女性。
先輩や、後輩の本音に耐えかね、悪夢に呑まれた。が、露草のおかげで悪夢から解放された。
「オーナー獏」ではなく、「バク」のことを知っていた。

## 用語
獏
妖のバクのこと。ひとの悪夢を食べる者。
実際に伝説となっているバクは寝ているときに見る悪い夢を食べるが、本作の獏は主に将来の夢にむかう経路での挫折のことを指す、悪夢を祓うことになっている。
悪夢
生き物が自分の夢に向かう経路での挫折や苦しみ。
獏の主食であり、夢（光）を主食としている夢喰蛍にとっては毒である。
また葬送とは、広がり充満している悪夢を5つの玉に入れること。これを飴玉のようにして食べるらしい。なおこれを食べるのは獏だけであり、トラ、ウシ、サイ、ゾウは食べない。
夢喰蛍
夢（光）を主食としている蛍。
大抵の場合効率がよいので、獏=指揮者、蛍＝オーケストラとして協奏曲（コンチェルト）でともにゴハン（人間）を集めて食事をするらしい。
夢（光）
願い・欲望・憧憬。悪夢ではなく、人間の夢の「光」の部分。
悪夢を主食としている獏にとっては毒。
オーナー曰く、「夢を持たない人間は悪夢も持たない 絶望を知らない 空虚が残るのみ」で、夢喰蛍に憑かれると廃人になるらしい。
不思議アイテム
オーナーが悪夢を祓う際に、GUEST自身が最初に触れた商品を元に道の選択をさせる。このときに使われる品のこと。
大体は一番考えていることに因んだ物に一番初めに触れるという人間の習性に基づいていると思われる。